# Rexhep Meidani
Rexhep Kemal Meidani (født 17. august 1944) er en albansk fysiker og politiker, der var Albaniens præsident fra 1997 til 2002. Han tilhører Albaniens Socialistiske Parti (PS).
Han blev uddannet fra det naturvidenskabelige fakultet ved Universitetet i Tirana i 1966. Frem til 1996 arbejdede han som professor og dekan ved samme universitet. 
Under det første demokratiske valg i Albanien i 1991 var han leder af den centrale valgkomité og mellem 1992 og 1996 var han leder for det albanske center for menneskerettigheder. I 1996 sluttede han sig til det albanske socialistparti og blev senere samme år udnævnt til partiets leder.
Ved valget 24. juli 1997 var Meidani leder for en venstrekoalition og blev udnævnt til præsident. Han afløste Sali Berisha. I 2002 blev han afløst som præsident af Alfred Moisiu.